# Barbara von Tisenhusen
Barbara von Tisenhusen is een opera in drie akten en negen scènes van de Estische componist Eduard Tubin. Het libretto is van de hand van Jaan Kross en is gebaseerd op een gelijknamige novelle van de Finse schrijfster Aino Kallas (1878-1956) uit 1923. Aino Kallas, die getrouwd was met de Estische folklorekenner en diplomaat Oskar Kallas (1868–1946), was sterk geïnteresseerd in de geschiedenis van Estland. Haar novelle is gebaseerd op een waargebeurd verhaal, net als de novelle Reigin pappi, die ten grondslag ligt aan Tubins andere opera Reigi õpetaja (De dominee van Reigi).

## Ontstaan
Eduard Tubin, de componist van de opera, vluchtte in september 1944 voor het oprukkende Rode Leger naar Zweden. Estland was tijdens de Tweede Wereldoorlog een slagveld geworden waar nazi-Duitsland en de Sovjet-Unie hun conflict uitvochten.
Na de oorlog was er lange tijd geen contact tussen de vele Esten in ballingschap en de Estische Socialistische Sovjetrepubliek. Pas in de jaren zestig werden contacten weer mogelijk en mocht bijvoorbeeld ook de muziek van Tubin in Estland weer gespeeld worden. In 1966 bracht Tubin een bezoek aan Tallinn, waar hij een uitvoering van zijn ballet Kratt bijwoonde. Arne Mikk, de directeur van de Nationale Opera Estonia vroeg hem bij die gelegenheid of hij belangstelling had om een opera te schrijven. Tubin nam die taak op zich.
In de tweede helft van 1967 begon Tubin te componeren op een libretto van Jaan Kross, dat in juli 1967 klaar was. Op 26 januari 1968 was de pianopartituur klaar, op 1 juni 1968 was de orkestratie voltooid.
De première vond plaats op 4 december 1969 in de Nationale opera. Tubin en zijn vrouw waren bij de première aanwezig. De regie was in handen van Udo Väljaots, als dirigent trad Kirill Raudsepp op. De opera was een groot succes. Na de première volgden nog meer dan vijftig voorstellingen.

## Historische achtergrond

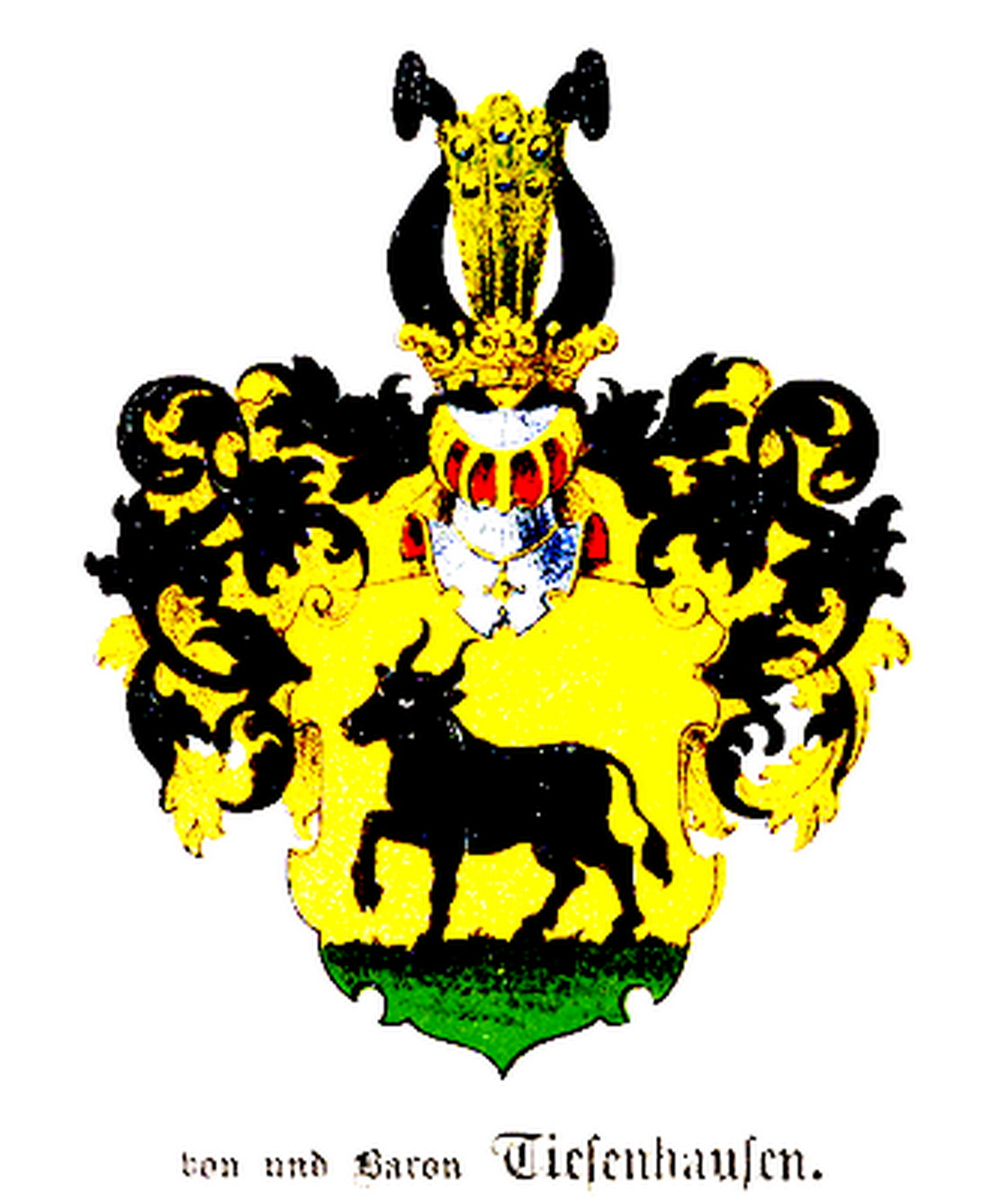
Wapen van de familie von Tiesenhausen

De geschiedenis van Barbara von Tisenhusen gaat terug op een anekdote die in 1578 is opgetekend door de Baltische chroniqueur Balthasar Rüssow. Wegens een mesalliance van de adellijke Barbara met een niet-adellijke secretaris verdrinken haar broers haar in een wak in het toegevroren meer Võrtsjärv (op de grens van de provincies Tartumaa, Valgamaa en Viljandimaa).
De anekdote heeft stof geleverd voor vele Estische schrijvers. Onder hen is Marie Under, die een ballade over Barbara von Tisenhusen schreef. Op de gelijknamige novelle van Aino Kallas uit 1923 is Tubins opera gebaseerd. De novelle werd geschreven in het Fins, maar al in 1924 door Friedebert Tuglas in het Estisch vertaald.
De naam von Tisenhusen is een variant op von Tiesenhausen, een adellijk geslacht dat als grootgrondbezitters een belangrijke rol speelde in Lijfland.

## De handeling
Barbara von Tisenhusen wordt in 1533 op het slot van Rannu (Duits: Randen) in Lijfland geboren. Na de dood van haar vader Reinhold von Tisenhusen en haar moeder Anna von Sawhere groeit ze als weeskind op bij haar rijke, adellijke tante Anna von Tödwen. Als Barbara zestien wordt, werken vier kleermaaksters drie maanden lang aan een japon met goudbrokaat, edelstenen en parels die ze kan dragen op een bruiloft en waarin ze zich meteen kan presenteren aan potentiële huwelijkspartners. In 1551 geeft ze in deze japon acte de présence op een bruiloft in Tallinn. Alle aanwezigen zijn onder de indruk van haar elegantie. Tijdens een wandeling ontmoet ze echter een leerlooier die haar verwijten maakt: van het geld dat haar japon gekost heeft, hadden duizend mensen aan kleding geholpen kunnen worden. Hij noemt haar ‘hoer van Babylon’.
De woorden van de leerlooier en de confrontatie met de armoede van de eenvoudige bevolking stemmen Barbara tot nadenken. Voor het eerst in haar leven vraagt ze zich af of ze wel recht heeft op haar rijkdom. Ze heeft een hekel gekregen aan haar japon. Ze besluit haar leven om te gooien en zich verdienstelijk te maken door de kinderen van de arme boeren lezen en schrijven bij te brengen.
Kort daarop maakt Barbara op het slot van haar tante en haar oom Johann von Tödwen in Rõngu (Duits: Ringen) kennis met haar ooms nieuwe secretaris Franz Bonnius uit Brunswijk. Tussen Barbara en Franz ontstaat al gauw een vriendschappelijke verstandhouding, die zich ontwikkelt tot liefde.
De tweede akte begint met een feest waarbij toeschouwers zich vermaken met een gevecht tussen een beer en een groep agressieve honden. Barbara protesteert tegen dit wrede spel. Bonnius troost haar als ze is weggelopen. Ze stuurt hem weg als haar broers Reinhold, Jürgen en Bartholomeus (gezongen door een tenor, een bariton en een bas) in zicht komen. Ze roepen Barbara ter verantwoording voor haar onwaardige gedrag met iemand zonder blauw bloed. Barbara zegt dat ze dierenkwelling haat en met Bonnius wil trouwen. De broers zijn geschokt. Jürgen wijst haar op het Verdrag van Pärnu.
Barbara praat in de kerk van Rannu met de dominee Matthias Jeremias Friesner en vraagt hem wat er in het Verdrag van Pärnu staat. De dominee antwoordt: ‘Wanneer een adellijke dame tegen de wil van haar familie trouwt met iemand uit het gewone volk, moeten beiden de hongerdood sterven.’
Barbara en Franz besluiten samen te vluchten. Tante Anna probeert de drie broers nog te kalmeren, maar ze zijn vastbesloten de familie-eer te wreken. In de derde akte vinden ze Barbara na een grootscheepse zoekactie, niet ver van de grens van Litouwen, waar ze veilig zou zijn geweest. Franz weet te ontkomen.
In de vesting van Rannu wordt een familiegericht gehouden over het lot van Barbara. Barbara blijft standvastig volhouden dat ze Bonnius wil trouwen. Alleen dominee Friesner probeert haar nog te verdedigen en betoogt dat het huwelijk een door God gegeven instelling is die boven menselijke wetten staat. Johann von Tödwen is het enige familielid dat tegen de doodstraf stemt. Reinhold, Jürgen en Bartholomeus mogen de straf voltrekken. 
In de winter van 1553 brengen de drie broers Barbara naar het dichtgevroren meer Võrtsjärv. Ze nemen een groep horige boeren mee, die een gat in het ijs moeten maken. Als ze Barbara in het gat moeten gooien, weigeren ze echter. De broers zien zich nu genoodzaakt haar zelf in het gat te gooien. Met opgeheven hoofd gaat Barbara de dood in.

## Betekenis van de opera
Eduard Tubins eerste opera is een van de populairste en meest opgevoerde Estische opera’s. Dat komt niet in de laatste plaats doordat de Esten nog steeds onplezierige herinneringen hebben aan de tijd dat Baltische Duitsers van adellijke afkomst in hun land de lakens uitdeelden. Overigens is het natuurlijk ook een feit dat de Sovjet-machthebbers in de tijd dat de opera ontstond, geen enkel bezwaar konden hebben tegen de kritiek op de feodale maatschappij van de 16e eeuw die uit de opera spreekt. De tekst kwam zonder problemen door de censuur.
Na de eerste reeks in 1969 heeft de Nationale Opera Estonia nog twee maal een reeks opvoeringen verzorgd: in 1990 en 2004.
Er bestaat een platenopname van de opera  uit 1991, uitgevoerd door het gezelschap van de Nationale opera van Estland met Peeter Lilje als dirigent.